# Bombe nucléaire Mark 5

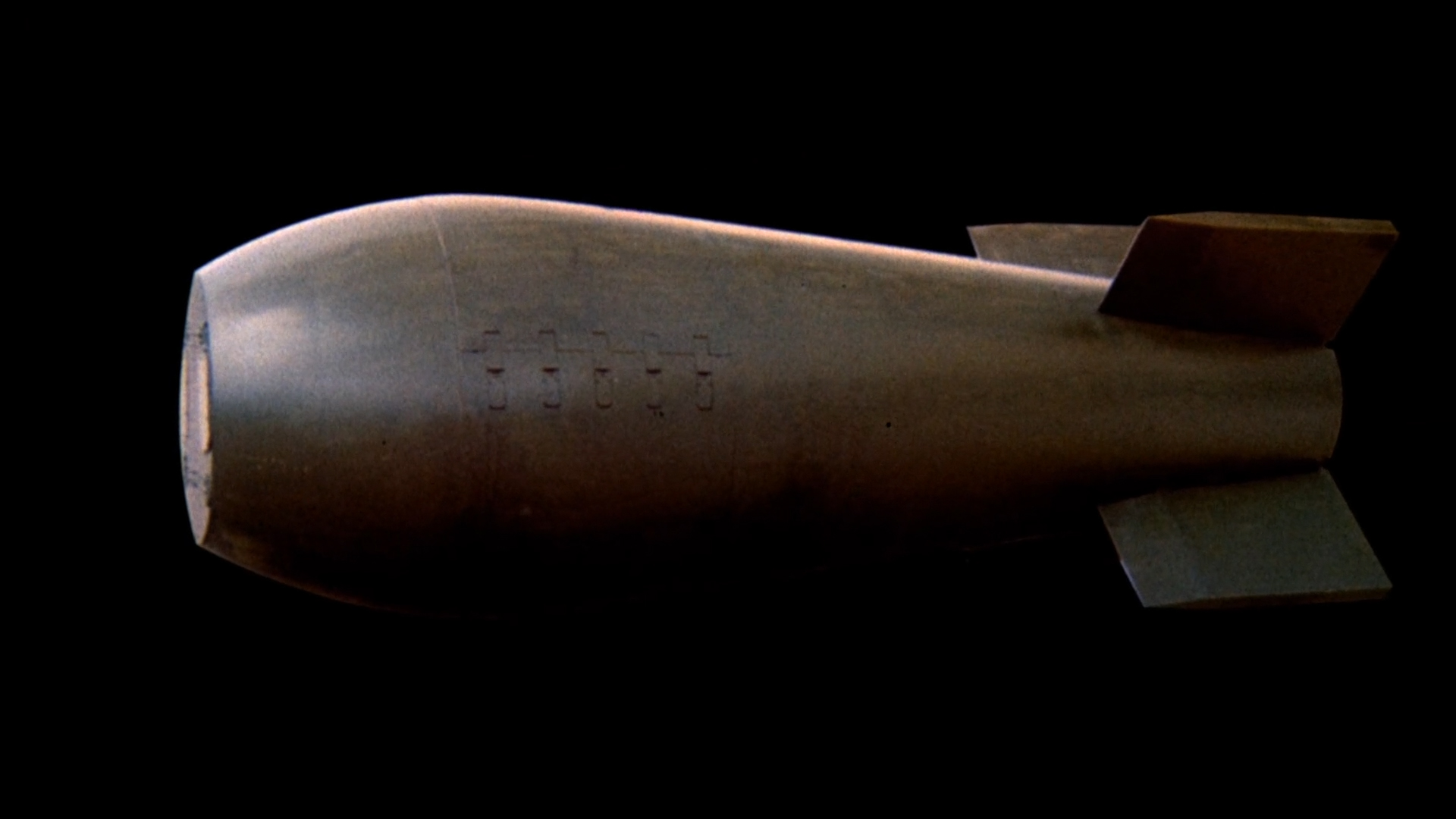
Une bombe nucléaire Mark 5, vue latérale.

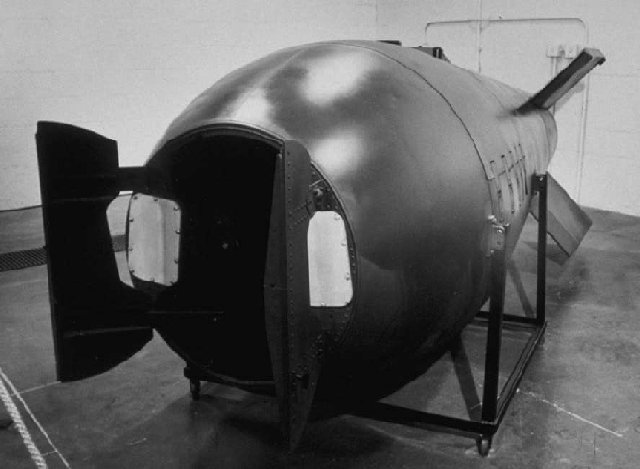
Une bombe Mark 5, portes ouvertes, servant lors de l'insertion du cœur.

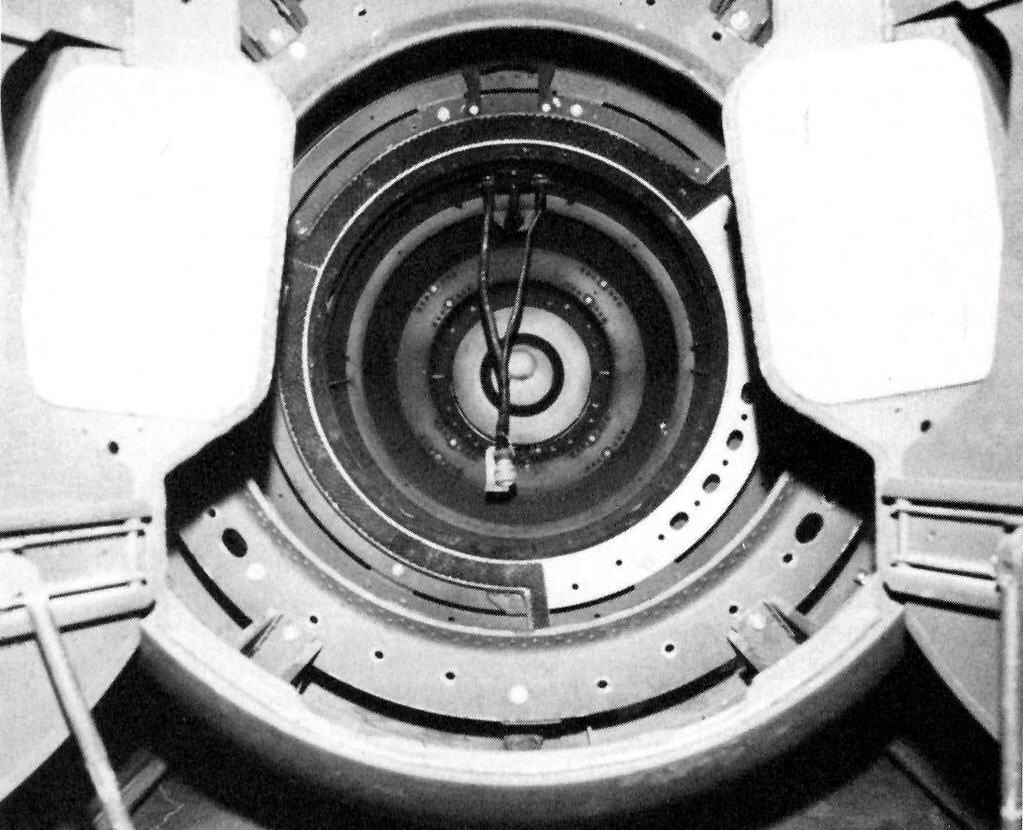
Vue de l’emplacement de la charge fissile.

La bombe nucléaire Mark 5 est une bombe atomique américaine, conçue au début des années 1950. Elle était en service de 1952 à 1963.

## Caractéristiques
La Mark 5 était la première arme nucléaire américaine de série qui, avec un diamètre de 1120 mm, était nettement plus petite que les bombes précédentes, généralement de 1520 mm de diamètre. La Mark 5 utilisait un système d'implosion à 92 points et un noyau fissile en un alliage uranium/plutonium. Le noyau de la Mark 5 avait un diamètre de 990 mm et mesurait 1930 mm de long. Les différentes versions de Mark 5 pesaient entre 1372 kg et 1440 kg.
Les Mark 5 étaient des armes à fission. Au moins quatre modèles d’armes de base ont été créés, compatibles avec au moins huit modèles différents de « capsules »,elles-mêmes compatibles avec de nombreuses autres armes de l'époque.
Comme pour de nombreuses bombes américaines dans les premières heures du nucléaire militaire, le matériau fissile pouvait être conservé séparément de la bombe et assemblé à l’intérieur pendant le vol. Cette manipulation est connue sous le nom d'insertion en vol (IFI : In Flight Insertion). La Mark 5 était doté d'un mécanisme IFI automatique qui pouvait insérer le cœur au centre de l'assemblage explosif depuis une position de stockage dans le nez de la bombe.

## Histoire
La Mark 5 était en service de 1952 à 1963. Environ 72 modèles ont été fournies au Royaume-Uni lors du Projet E .
Une Mark 5 a été utilisé comme déclencheur de fission principal utilisé dans Ivy Mike , le premier dispositif thermonucléaire de l'histoire.
Au total, 140 bombes Mark-5 ont été produites .